# Галгоци, Арпад
Арпад Галгоци (венг. Galgóczy Árpád; 8 ноября 1928, Будапешт — 11 марта 2022, Будапешт) — венгерский переводчик художественных произведений, писатель и поэт, бывший узник ГУЛАГа.
Кавалер российского ордена Дружбы, лауреат венгерской литературной премии имени Аттилы Йожефа и литературной премии фонда «Палладиум».

## Биография
Счастливые детство и раннюю юность Арпад Галгоци провел в небольшой деревне Самошандялош, в области Сабольч-Сатмар-Берег. Родители были образованными людьми, владели несколькими языками. Отец долгие годы занимал пост главного судьи области Сатмар, был хорошим хозяйственником, на большом (33,5 га) земельном участке он первым в области начал выращивать яблони сорта «Джонатан».
Арпад Галгоци потерял родителей после прихода Красной армии: мать покончила жизнь самоубийством, не вынеся надругательства советских солдат, через некоторое время от сердечного приступа умер отец. Поместье и земли в Самошандялоше были национализированы.
В 1939 году Галгоци начал учёбу в гимназии в Надькалло, после возвращения в Сатмарнемети учился там в 1941–1944 гг., после войны закончил учёбу в Матесальке.
В Сатмарнемети посещал уроки истории и литературы, благодаря которым проникся чувством национальной гордости.
С 1945 года вместе с 12 друзьями из сатмарской гимназии Галгоци стал участником подпольного молодежного антисоветского движения: доставал оружие, разоружал советских солдат, пробирался на оружейные склады, вскрывал вагоны с оружием. Находился под наблюдением, был временно арестован и допрошен, никого не выдал. Был отпущен, однако снова попал под наблюдение.
1 июля 1947 года в результате конспиративной ошибки был пойман, арестован и предстал перед советским военным трибуналом. Был приговорён к 20 годам лишения свободы и принудительных работ и отправлен в ГУЛАГ: 8 января 1948 года был конвоирован в Челябинский лагерь на Урале, через год — в Спасский лагерь, один из самых больших концлагерей для политзаключенных. Там было много образованных людей, осуждённых за сопротивление сталинской тирании: поэты, художники, государственные деятели и бывшие дворяне. Они познакомили Галгоци с русской литературой и поэзией. За колючей проволокой Галгоци читал Толстого, Достоевского, Чехова, довольно быстро овладел лермонтовским языком, которому впоследствии был обязан своим литературным успехом. Лагерь он в шутку называл «погружением в иноязычную среду». Галгоци замечательно говорил по-русски с небольшим венгерским акцентом.
В лагере Галгоци начал рисовать карандашом, а потом и красками: не имея абсолютно никакого художественного образования, он  талантливо рисовал портреты солагерников, что обеспечивало ему своеобразное уважение, а значит, и добавочную пайку хлеба.
В 1954 году Галгоци был освобожден из заключения, но в силу различных обстоятельств не мог сразу уехать на родину и служил начальником караула в одной из производственных пожарных команд Караганды. Он вернулся в Венгрию в 1960 году. Сначала устроился работать грузчиком, потом чернорабочим на фарфоровом заводе. Через несколько лет Галгоци стал зарабатывать на хлеб своим блистательным знанием русского языка: он стал техническим переводчиком и переводчиком-синхронистом. Много лет проработал в венгерской авиакомпании «Малев» и в Государственном управлении физического воспитания и спорта.
Ещё в лагере Галгоци начал рисовать, это занятие во многом помогло выжить ему и его товарищам. После освобождения не оставил увлечение рисованием, в течение многих лет писал маслом копии известных картин и пейзажи.

## Творчество
С поэзией Лермонтова Арпад Галгоци  познакомился в Спасске: один из заключённых дал ему прочесть поэму «Демон», которая произвела на будущего переводчика большое впечатление. Вернувшись в Венгрию после войны, Галгоци долго корректировал предыдущий венгерский перевод поэмы, а затем, по настоятельным советам друзей и коллег, отправил свой перевод в издательство «Европа». Переводы Галгоци стали издавать с 1965 года. Вехой в его творчестве стало издание поэтического сборника, в который вошли 304 произведения 48 поэтов, живших в XVIII - ХХ веках. Этот сборник не случайно назван «Странная любовь». В 1993 году Галгоци выступал с лекцией в Венгерском культурном центре в Москве. После выступления Галгоци весь зал встал и долго аплодировал мужественному человеку, которого не сломили лагеря, который влюбился в русский язык, в великую литературу и стал признанным переводчиком на родине. Один из присутствовавших заметил: «Это странная любовь». Галгоци воскликнул: «Да, довольно странная любовь! Так я и назову свой поэтический сборник!».
Галгоци не только великолепно владел русским языком, он понимал все его тонкости, все оттенки. Как переводчик «Демона» и «Онегина», а также за сборник поэтических переводов «Странная любовь» Галгоци получил множество венгерских и зарубежных наград.
Галгоци также принадлежит перевод двух романов русского советского писателя, драматурга и киносценариста И. А. Герасимова: «Предел возможного» (1982 г.) и «Эффект положения» (1983 г.)
Собственных стихов Галгоци не публиковал, за исключением поэтической сказки для детей «Эмеше и лисы» (1999 г.).
В серии «Венгры в лагерях ГУЛАГа» в 2007–2009 гг. вышли три тома воспоминаний Галгоци
- 1 том «Искусство выживать»
- 2 том «Огни в кромешной тьме»
- 3 том «Конец тоннеля»

На протяжении многих лет Арпад Галгоци принимал участие в литературных вечерах и конференциях во многих городах Венгрии, читал лекции на кафедре исторической русистики при факультете гуманитарных наук университета им. Лоранда Этвеша, гимназиях и школах.
В Спасском лагере Галгоци познакомился с татарином Аязом Гилязовым, также осужденным за политические взгляды. По ночам в бараке они вели интересные беседы. Эти разговоры по душам быстро сблизили их и помогли стать друзьями. Вскоре после освобождения из лагеря в 1958 году Аяз Гилязов стал известным писателем. Он всю жизнь помнил о венгерском друге и решил увековечить память о нём в своём романе-воспоминании «Давайте помолимся!». Гилязов пытался найти Галгоци, но ему это не удалось. В 2015 году Арпада Галгоци разыскала литературовед Милеуша Хабутдинова, изучающая творчество Аяза Гилязова. От неё Галгоци узнал, что друг посвятил ему часть своего романа. Встретиться с ним Галгоци уже не смог, Гилязов скончался в 2002 году. В 2016 году Галгоци участвовал в презентации русского перевода романа Аяза Гилязова «Давайте помолимся!» в Казани.

## Кредо
«Духовность, нравственное богатство, творческий дух и искусство народа недопустимо смешивать и отождествлять с угнетающим и уничижающим его политическим режимом. В таких случаях нет и никогда не будет места для знака равенства.» — Арпад Галгоци, Поэтический сборник «Странная любовь» (1997 г.), стр. 432.

## Признание творчества
Дёрдь Шпиро:«На этой огромной литературной фабрике, которая, словно с конвейера, наводняет весь мир чем-то, похожим на книги, создавать что-либо ценное можно только по-партизански и с такой любовью, с какой работает ремесленник. Мне кажется, Арпад Галгоци вот так, по-партизански, работал всё время, безмерно наслаждаясь тем, чему он однажды посвятил свою жизнь. Это невероятное наслаждение, когда самые сложные для перевода, но простые и ясные в оригинале произведения, после многократных неудачных попыток вдруг начинают звучать на венгерском так же просто и ясно, как будто это и не переводы. Мне не знакомо более глубокое духовное явление. Тогда обычный человек становится проводником языка, растворяется в нём и выходит из берегов. Он превращается в музыкальный инструмент, на котором, на самом деле, непонятно, кто играет. Это прекрасное чувство — стать музыкальным инструментом. Удивительно, как в переводчике звучат звуки то Амати, то Страдивари, то Гварнери. Этого нельзя ни понять, ни объяснить, хотя многие и пытались это сделать.»
Акош Силади: «Прирождённый поэт и поэт, прирождённый переводить.»
Иштван Маргочи: «Умение отобразить и воспроизвести самые разнообразные оттенки — с мастерской и бесконечно достоверной имитацией языковых и ритмических форм (….) это, пожалуй, высшая степень переводческого искусства.»

## Извинение
«Русские первыми обратили на меня внимание. О моём переводе Онегина они узнали от венгерских литераторов, владевших русским языком. В 1993 г. я читал лекцию в Москве. В основном там присутствовали русские слушатели. Меня засыпали вопросами. Один из гостей от имени русского народа попросил у меня прощения за годы в лагере. Так узнали о новом переводе «Онегина». Кто этот чудак, которого чуть не втоптали в бетон, которого едва не убили, над которым издевались семь лет, а он, вместо того, чтобы возненавидеть нас, стал переводить нашу классику?»— Арпад Галгоци

## Произведения

### Художественные переводы
- Михаил Лермонтов: Измаил-Бей — Мцыри — Демон. Поэмы. — венг.: Mihail Lermontov: Izmail bég – A cserkesz fiú – A Démon: Elbeszélő költemények. Budapest: Európa Könyvkiadó. 1983. ISBN 963 07 3013 8
- Александр Пушкин: Евгений Онегин. Полный, редактированный текст.  — венг.: Alekszandr Puskin: Jevgenyij Anyégin: Teljes, gondozott szöveg. Ford.: Galgóczy Árpád–a szöveget gond.: Gránicz István. Budapest: Ikon Kiadó. 1992. (1993, 1994, 1995)  = Matúra klasszikusok, No. 5. ISBN 963 7948 13 9
- Беседа с Гением. Русская лира XIX. века (на русском и венгерском языках) — венг.: Társalgás Géniusszal: XIX. századi orosz líra. (magyarul, oroszul) Ford.: Galgóczy Árpád–utószó: Szilágyi Ákos. Budapest: Ikon Kiadó. 1995. ISBN 963 7948 92 9
- Странная любовь. Русская лира XVIII., XIX., XX. века — венг.: Furcsa szerelem: XVIII., XIX., XX. századi orosz líra. Előszó: Margócsy István. Békéscsaba: Tevan Kiadó. 1997. ISBN 963 7278 15 X
- Александр Пушкин: Медный всадник — венг.: Alekszandr Puskin – Fordította: Galgóczy Árpád:  A rézlovas. 2000, X.-й год No. 3. (1998. márc.) стр. 17—27.
- Александр Пушкин: Медный всадник (на русском и венгерском языках) — венг.: Alekszandr Puskin: A rézlovas. (magyarul, oroszul) Békéscsaba: Tevan Kiadó. 1999. ISBN 963 7278 50 8
- Александр Блок: Стихотворения. (на русском и венгерском языках) — венг.: Alekszandr Blok: Versek. (magyarul, oroszul) Ford.: Galgóczy Árpád. Budapest: Eötvös József Kiadó. 2000.  = Eötvös klasszikusok,  38. ISBN 963 9024 86 4
- «Прости, моя любезная...» Антология русской поэзии XVIII–XIX вв. (на русском и венгерском языках) — венг.: Ég áldjon, kedvesem: Válogatás a XVIII–XIX. századi orosz költészetből. (magyarul, oroszul) Ford.: Galgóczy Árpád. Budapest: Eötvös József Kiadó. 2001.  = Eötvös klasszikusok, No. 45. ISBN 963 9316 22 9
- Над Волгой. Антология русской поэзии XIX–XX вв. (на русском и венгерском языках) — венг.: A Volga felett: Válogatás a XIX–XX. századi orosz költészetből. (magyarul, oroszul) Ford.: Galgóczy Árpád. Budapest: Eötvös József Kiadó. 2002.  = Eötvös klasszikusok, No. 53. ISBN 963 9316 48 2
- «Печальный Демон». Антология поэзии Михаила Лермонтова (на русском и венгерском языках) — венг.: Magányos Démon: Válogatás Mihail Lermontov költészetéből. (magyarul, oroszul) Ford.: Galgóczy Árpád. Budapest: Eötvös József Kiadó. 2003.  = Eötvös klasszikusok, No. 61. ISBN 963 9316 73 3
- «Я вас любил...». Антология поэзии Александра Пушкина (на русском и венгерском языках) — венг.: Szerettem önt…: Válogatás Alekszandr Puskin költészetéből. (magyarul, oroszul) Ford.: Galgóczy Árpád. Budapest: Eötvös József Kiadó. 2004.  = Eötvös klasszikusok, No. 67. ISBN 963 7338 08 X
- Александр Пушкин: Бахчисарайский фонтан  — венг.: Alekszandr Puskin – ford.: Galgóczy Árpád:  A bahcsiszeráji szökőkút. 2000,  XVIII-й год No. 6. (2006)  ISSN 0864-800X
- Странная любовь. Русская поэзия трех веков (исправленное, дополненное издание) — венг.: Furcsa szerelem: Három évszázad orosz költészete. Előszó: Margócsy István–Galgóczy Árpád műfordításai elé: Szilágyi Ákos–A költők életrajza: Szilágyi Ákos és Szőke Katalin. jav., bőv. kiadás. Budapest: Valo-Art. 2005. ISBN 978 963 869 150 7
- Зимний блеск. Улучшенные и новые переводы — венг.: Téli verőfény: Javított és új fordítások. Ford.: Galgóczy Árpád. Budapest: Eötvös József Kiadó. 2020. ISBN 978 963 9955 93 6

### Автобиографические романы
- Венгры в ГУЛАГе — венг.: Magyarok a Gulág haláltáboraiban; Budapest: Valo-Art. 2007–2009.
  - Арпад Галгоци: Искусство выживать — венг.: A túlélés művészete; 2007 ISBN 978 963 869 153 8
  - Арпад Галгоци: Конец тоннеля — венг.: Az alagút vége; 2009 ISBN 978 963 869 158 3
  - Арпад Галгоци: Огни в кромешной тьме — венг.: Fények a vaksötétben; 2008 ISBN 978 963 869 156 9

### Поэтическая сказка
- Арпад Галгоци: Эмеше и лисы — венг.: Galgóczy Árpád: Emese és a rókák: Verses mese. Illusztrációk: Bakai Piroska. Budapest: Móra Ferenc Ifjúsági Könyvkiadó. 1999. ISBN 963 11 7480 8

## Награды и премии
- Медаль «В память 850-летия Москвы» (1997, Россия)
- Орден Дружбы (30 июня 1998 года, Россия) — за большой вклад в развитие российско-венгерских культурных связей[23]
- Медаль Пушкина (1999)
- Премия имени Аттилы Йожефа (1999)
- Почётный гражданин XVII. района Будапешта (2005)
- Премия фонда «Палладиум» (2007)
- Кавалерский крест ордена Заслуг (2009)
- Премия переводчиков «Napút Hetedhét» (2012)
- Награда «За Будапешт» (2015)
- Офицерский крест ордена Заслуг (2018)